# Théâtre Luc-Donat
 (septembre 2021).
Si vous disposez d'ouvrages ou d'articles de référence ou si vous connaissez des sites web de qualité traitant du thème abordé ici, merci de compléter l'article en donnant les références utiles à sa vérifiabilité et en les liant à la section « Notes et références ».

## Une structure culturelle historique de La Réunion
Le Théâtre Luc-Donat est une salle de spectacle historique de La Réunion, département d'outre-mer français dans le sud-ouest de l'océan Indien. Il est situé au centre ville du Tampon, commune du sud de l'île et fait partie de son carré culturel avec la Médiathèque, la Maison des Jeunes et de la Culture et le Parc Jean de Cambiaire.
Sa construction en régie municipale s’est achevée en 1979, il est inauguré en 1980. Le Théâtre Luc Donat est géré depuis 1983 par l’Association de Gestion du Théâtre du Tampon.
Il s'agit du premier théâtre couvert de La Réunion et de la troisième plus grande salle de spectacle de l'île, en capacité d'accueil, après les Théâtres Départementaux de Champ Fleuri et de Plein Air. La jauge est de 600 spectateurs avec près de 40 000 spectateurs par an.
Le Théâtre Luc Donat est considéré comme la tête de réseau de la microrégion Sud. Il est à l’initiative du réseau Curcuma, un regroupement des scènes du sud de la Réunion.

## Projet artistique et culturel
Le Théâtre Luc Donat prévoit une programmation pluridisciplinaire composée de théâtre, musique, danse, humour, spectacles de marionnettes, cirque, etc. Elle est présentée en deux semestres, avec un équilibre entre les spectacles réunionnais, nationaux et internationaux. Ce sont environ 90 représentations en salle et 40 hors les murs chaque année.
Le déploiement d’un programme complémentaire hors-les-murs depuis 2017 a permis l’obtention de l’appellation Scène Conventionnée d’Intérêt National avec la mention « Art en territoire » en octobre 2021.
La mise en œuvre du programme d’activités est réalisée autour de trois axes :
- La diffusion de spectacles dans et hors les murs,
- Le soutien à la création artistique,
- L’action culturelle et territoriale, incluant l’éducation artistique et culturelle.

Une attention particulière est portée au lien avec les publics, au regard des droits culturels de la déclaration de Fribourg, en particulier pour ceux qui ont des difficultés à accéder à l’offre culturelle.
Événements phares :
- La Nuit des Virtuoses
- Le Bat Karé Kulturel et Sportif

## Présidences et Directions
- De 1984 à 1986, il a été dirigé par Giancarlo CIARAPICA, Auteur et Metteur en scène.

- Il est présidé par Henri-Paul POUVIN et dirigé depuis 2017 par Eric JURET Blanc-Blanc.

## Annexe